# Maa-Kaapri
Maa-Kaapri är en ö i Finland. Den ligger i Bottenviken och i kommunen Ijo i den ekonomiska regionen  Oulunkaari i landskapet Norra Österbotten, i den norra delen av landet. Ön ligger omkring 50 kilometer norr om Uleåborg och omkring 590 kilometer norr om Helsingfors.
Öns area är 0,5 hektar och dess största längd är 240 meter i sydöst-nordvästlig riktning.